# Sinbi Taewoong
Aka Thopadak de Sinbi Taewoong é um lutador tailandês de Muay Thai, famoso por suas vitórias no KOMA GP na Coreia.